# Вильгельмина Прусская (1751—1820)
Фридерика София Вильгельмина Прусская (нем. Friederike Sophie Wilhelmine Prinzessin von Preußen; 7 августа 1751[…], Берлин — 9 июня 1820[…], Апелдорн, Гелдерланд) — принцесса Пруссии, наследная штатгальтер Нидерландов.

## Биография
Вильгельмина родилась в семье принца Августа Вильгельма Прусского и его супруги Луизы Амалии, урождённой принцессы Брауншвейга-Вольфенбюттеля.
Вильгельмина вышла замуж за штатгальтера Нидерландов Вильгельма V Оранского. Браку поспособствовал дядя Вильгельмины, король Пруссии Фридрих II. В браке родилось трое детей:
- Фредерика Луиза Вильгельмина Оранская-Нассау (1770—1819), замужем за Карлом Георгом Августом, наследным принцем Брауншвейга-Вольфенбюттеля;
- Виллем (1772—1843), король Нидерландов, женат на Вильгельмине Прусской, дочери прусского короля Фридриха Вильгельма II, племяннице Вильгельмины;
- Виллем Георг Фредерик Оранский-Нассау (1774—1799).

## Награды
- В 1773 году награждена орденом Святой Екатерины 1 степени[5]